# Cañonero (Marvel Comics)
El Cañonero (Bushwacker), llamado Carl Burbank, es un supervillano ficticio que aparece en los cómics estadounidenses publicados por Marvel Comics. Principalmente enemigo de Daredevil, también fue enemigo del Castigador y Wolverine/Lobezno.

## Historial de publicaciones
Creado por Ann Nocenti y Rick Leonardi, el personaje hizo su primera aparición en Daredevil # 248 (noviembre de 1987).

## Biografía del personaje ficticio
Originalmente sacerdote, Carl Burbank abandonó sus votos después de la muerte de jóvenes feligreses relacionada con las drogas. Se unió a la CIA, que lo equipó con un brazo cibernético y lo convirtió en un asesino bajo el nombre en código "Cañonero", pero finalmente se convirtió en un profesional independiente.
En algún momento, tuvo lugar un evento que obligó a Cañonero a comenzar una guerra contra todos los mutantes. Cañonero comenzó a cazar y asesinar mutantes, con mayor frecuencia aquellos mutantes cuyas habilidades, Cañonero percibió como haciéndolos especialmente talentosos en "las artes". Cañonero también afirmó que le pagaron grandes sumas de dinero para matar mutantes, pero esto aún no se ha verificado. Wolverine se enteró de las actividades de Cañonero y comenzó a cazar al asesino. Al mismo tiempo, la esposa de Cañonero, Marilyn, creía que su esposo estaba loco y necesitaba ser internado en un hospital. Ella buscó ayuda del abogado Matt Murdock (en secreto el héroe Daredevil). Cañonero fue rastreado y derrotado por los dos héroes, lo que dejó el lado derecho de su rostro horriblemente marcado, y fue puesto bajo custodia policial. Más tarde, Cañonero se unió con Typhoid Mary y otros enemigos de Daredevil en un plan para matar a su enemigo común. Después de la finalización del plan, Cañonero se dejó a sus propias actividades.
Al ingresar al empleo de Kingpin, Burbank atacó al Castigador, pero fue dado por muerto. Fue durante este tiempo que su esposa finalmente lo dejó. Reapareció en el empleo del narcotraficante Nick Lambert, quien contrató a Cañonero para matar al reportero Ben Urich, quien estaba a punto de contar una historia sobre sus actividades ilegales. En cambio, cuando Cañonero supo la verdad, permitió que Urich viviera y completara la exposición. Sin embargo, el narcotraficante logró sobornarse a sí mismo fuera de la cárcel. Cañonero luego lo mató. Cañonero fue liberado más tarde por Deathlok del cautiverio por Mecha Doom.
Las actividades posteriores lo pusieron en conflicto con Daredevil, Nómada, Punisher, Boomerang y Elektra. Su enfrentamiento con Nómada fue sobre la vida de un bebé que Nómada había cuidado bajo su cuidado, quien Cañonero creía que era la hija de Troy Donohue, el ex cuñado de Burbank (ella era en realidad la hija del enemigo de Nómada, el narcotraficante Umberto Saffilios y una prostituta adolescente). Cañonero esperaba que su esposa aprobara su "rescate" y le diera la bienvenida a su vida.
Encarcelado en la instalación de súper villanos de la Balsa, Burbank escapó durante la fuga masiva diseñada por Electro. Burbank fue empleado posteriormente por el Chacal para matar al Castigador, pero fue derrotado una vez más por Daredevil. Después de esto, Cañonero creó un disturbio en el centro de Manhattan y tomó a una mujer como rehén para atraer al Castigador fuera de su escondite y matarlo. El Castigador apareció como se esperaba. Como resultado, G. W. Bridge organizó el incidente en Times Square con Cañonero para emboscar y capturar al Castigador. Si bien un oficial de policía de Nueva York en el lugar surgió el incidente, el Castigador escapó y Cañonero fue derrotado por el operativo de S.H.I.E.L.D., G. W. Bridge y puesto de nuevo en la cárcel.
Capucha lo contrató como parte de su organización criminal para aprovechar la división en la comunidad de superhéroes causada por la Ley de Registro Superhumano. Los ayudó a luchar contra los Nuevos Vengadores, pero fue derribado por el Doctor Strange.
Como parte de la pandilla de Capucha, más tarde se une a la lucha contra la fuerza invasora Skrull en la ciudad de Nueva York. Fue con la Capucha cuando presentó el traje de Escorpión, a cualquier ladrón le impresionó hasta que el partido se estrelló por Escorpión, que robó el traje.
Cañonero fue visto durante el Asedio de Asgard como parte del sindicato del crimen de Capucha.
En X-Force: Sex and Violence # 2, Cañonero aparentemente fue asesinado por Wolverine después de un intento de asesinato contra él y Domino. Lo mataron con una garra media en la garganta.
Durante la historia de la Segunda Guerra Civil, Kingpin se encuentra con Cañonero en San Francisco.
Cañocero pareció ser asesinado cuando Hulk literalmente explotó cuando se bañó con demasiada radiación gamma.

## Poderes y habilidades
Los brazos y la piel de Cañonero habían sido modificados usando plástico maleable que parece humano, pero que tiene una estructura biomolecular transformable que le proporciona una gran cantidad de poderes y habilidades únicos. Además de esto, ha sido alterado biónicamente para que sus manos puedan funcionar como un arma, espada u otro armamento en el que pueda pensar.
Burbank puede disparar balas desde su dedo índice como si su mano fuera una pistola. Con un pensamiento, puede alterar la configuración de su brazo derecho o izquierdo, permitiendo que funcionen en varios modos que reproducen los efectos de una serie de armas. Incluyendo una ametralladora, escopeta o incluso cañones basados en energía. Emplea artilugios y armas poderosas, sobre todo un lanzallamas, todo lo cual puede ser creado por las prótesis mecánicas que han reemplazado sus antebrazos. Se las arregla para cargar las armas tragando munición, como balas o combustible lanzallamas. Hay algunas versiones que llevan esto un paso más allá, ya que Cañocero puede usar armamento de energía altamente conmoción (muy similar al de Iron Man o War Machine), e incluso ser capaz de transformar su brazo en espadas como un último recurso. La piel de Cañocero puede licuarse para sellar heridas, incluso cuenta con un tipo de habilidad curativa que aparentemente puede revivirlo incluso de una lesión mortal.
En la miniserie Daredevil vs Punisher, se suponía que sus poderes son en realidad una mutación natural, por lo que el asesino mismo fue uno de los mutantes que tanto odia. Sin embargo, esto se contradice con sus otras apariencias que identifican los orígenes de sus poderes como cibernética.
El Cañonero ha sido entrenado en técnicas de la CIA, combate cuerpo a cuerpo, y es entrenado en infiltración y asesinato. También se ha familiarizado con el funcionamiento de las agencias de inteligencia internacionales y sus métodos.

## Otras versiones

### House of M
El Cañonero apareció en House of M en House of M: Masters of Evil.

## En otros medios

### Videojuegos
- En el arcade de 1993 The Punisher, Cañonero es un jefe que lucha en un tren.
- Cañonero desempeñó un papel en el videojuego de 2005 The Punisher. Se le ve trabajando para la familia Gnucci. Aparece por primera vez después de haber secuestrado a la vecina del Castigador, Joan, y amenaza con matarla en el zoológico del Central Park. Después de que el Castigador rescata a Joan y mata a Eddie Gnucci (en el funeral de su hermano), Ma Gnucci llama al Cañonero a su casa para protegerla. El jugador puede utilizar granadas de mano en contra de él para derrotarle más rápidamente. Después de ser derrotado, su brazo cibernético es arrancado y utilizado para dispararlo varios metros de distancia a las afueras de la finca Gnucci.
- Cañonero es uno de los personajes jugables en el juego descargable para PlayStation 3 The Punisher: No Mercy.[22]